# Nea Moudania

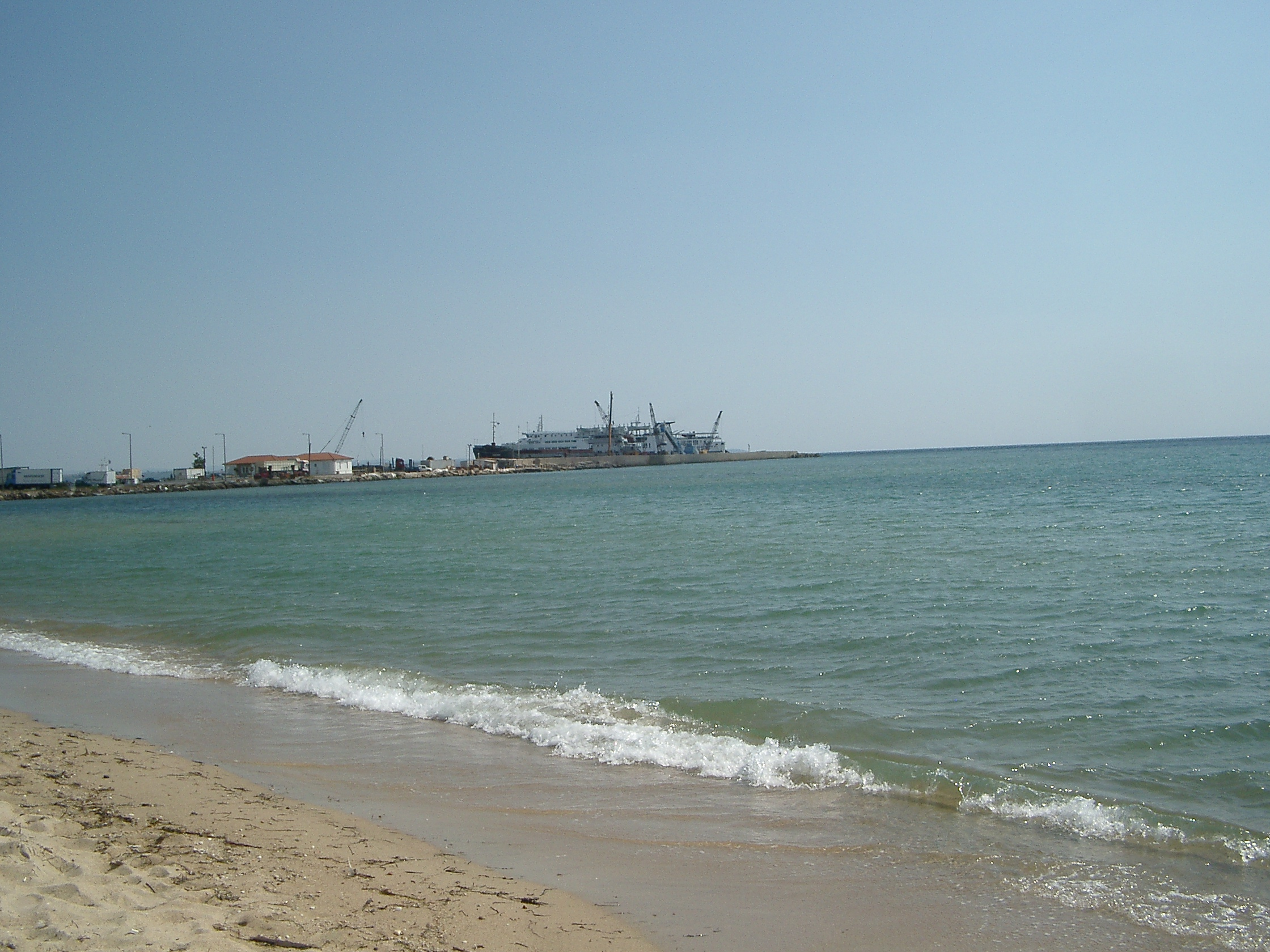
Blick auf den Hafen der Stadt am Thermaischen Golf

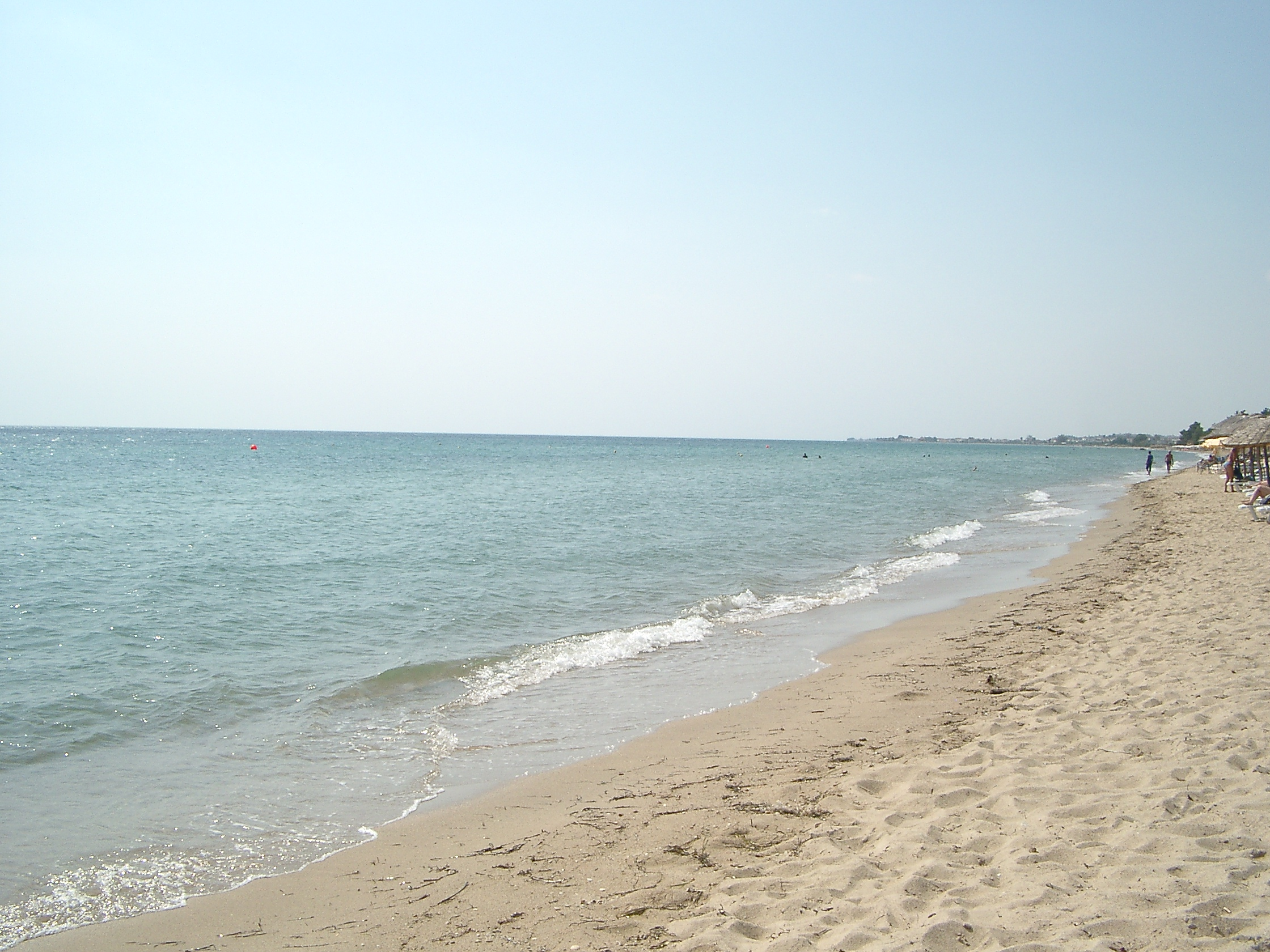
Am Strand Nea Moudanias, Blick in Richtung Norden

Nea Moudania (griechisch Νέα Μουδανιά (n. pl.); auch Nea Mudanya als Schreibweise möglich) ist eine Kleinstadt im Norden Griechenlands auf der Halbinsel Chalkidiki in der Region Zentralmakedonien. Nea Moudania befindet sich an der Westküste der Chalkidiki am Thermaischen Golf nördlich der Landenge zur Halbinsel Kassandra. Mit rund 9.300 Einwohnern ist Nea Moudania die größte Ortschaft der Chalkidiki, noch vor der Hauptstadt Polygyros und Nea Kallikratia. Nea Moudania ist Verwaltungssitz der Gemeinde Nea Propondida, der größten Gemeinde in der ehemaligen Präfektur Chalkidiki.
Nea Moudania wurde 1922 von griechischen Flüchtlingen aus Kleinasien, welche im Rahmen des Bevölkerungsaustausches nach dem Griechisch-Türkischen Krieg nach Chalkidiki kamen, gegründet und nach der Ortschaft Mudanya benannt (Nea für Neu).
Nea Moudania ist heutzutage ein sehr wichtiger Fischereihafen und Wirtschaftsstandort.
Seit einigen Jahren versucht man durch die Errichtung neuer Hotelanlagen in der näheren Umgebung der Stadt vom Tourismus auf der Halbinsel Chalkidiki zu profitieren.
In Ermangelung wirklich attraktiver Strände versucht man daher im gehobenen Wellness-Bereich seine Nische zu finden.
Darüber hinaus gilt Nea Moudania als Verkehrsknotenpunkt. Einerseits kreuzen sich östlich von Nea Moudania die Hauptstraßen von Thessaloniki nach Nea Potidea (Nationalstraße 67) und von Nea Moudania nach Sithonia, Polygyros und Ost-Chalkidiki (Ouranoupolis, Ierissos). Die Nationalstraße 67 wird gegenwärtig von Nea Kallikratia bis nach Nea Potidea als Autobahn ausgebaut, ist aber derzeit (Stand Juni 2013) immer noch als Nationalstraße ausgewiesen. Zwischen Nea Potidea und Nea Fokea ist die Verkehrsführung dieser Straße derzeit vierspurig, wobei allerdings die beiden Fahrtrichtungen zum Teil erheblich räumlich getrennt sind und aus Lärmschutzgründen die Geschwindigkeit auf der touristisch erschlosseneren Ostseite der Halbinsel Kassandra auf 60 km/h begrenzt ist. Ein Ausbau und eine Umwidmung zur Autobahn oder Schnellstraße ist deshalb derzeit nicht geplant.
Eisenbahnverbindungen bestehen nicht. Der nächstgelegene internationale oder nationale Verkehrsflughafen ist der von Thessaloniki. Aufgrund seiner Lage halten viele Busse des Überlandbusverkehrs KTEL (öffentlicher Personennahverkehr) in Nea Moudania.